# Непереборна Марта
«Непереборна Марта» — мелодрама німецької режисерки Сандри Неттельбек, знята в 2001 році.

## Сюжет
Марта Кляйн — успішний шеф-кухар французького ресторану у Гамбурзі. Її життя — суцільна робота без розваг і особистого життя. Все змінюється після трагічної смерті її сестри Карін. Марта змушена взяти під свою опіку восьмирічну племінницю, оскільки про батька дівчинки відомо, що живе він десь у Італії. До того ж Фріда наймає ще одного кухаря. Поява чоловіка непокоїть молоду жінку, бо вона кілька років наполеглево збирала команду, розробляла меню, а тепер ще й піклування про Ліну забирає багато часу.
Після невдалого підбору няні Марта бере Ліну на роботу. Дівчинка весь час перебуває в депресії після смерті мами. Легковажний Маріо знаходить підхід до дівчинки. Вона оживає, у неї з'являється апетит. Марта налагоджує відносини з конкурентом, а згодом і зовсім закохується в нього. Через певний час з'являється батько дівчинки, який забирає її до себе. Але отримавши підтримку коханого чоловіка Марта, звільнившись з роботи, повертає Ліну. Жінка одружується з Маріо та вони чекають на дитину.

## У ролях
| Актор               | Персонаж         | Роль                 |
| ------------------- | ---------------- | -------------------- |
| Мартіна Гедек       | Марта Кляйн      | шеф-кухар            |
| Август Цирнер       | лікар            | психотерапевт Марти  |
| Антоніо Ваннек      | Карлос           | офіціант             |
| Ульріх Томсен       | Сем              | сусід Марти          |
| Серджіо Кастеллітто | Маріо            | шеф-кухар            |
| Максим Фоерст       | Ліна Кляйн       | племінниця Марти     |
| Сібулле Каноніка    | Фріда            | директорка ресторану |
| Катя Студт          | Леа              | помічниця шеф-кухаря |
| Іділ Юнер           | Бернадетта       | офіціантка           |
| Сандра Неттельбек   | Карін            | сестра Марти         |
| Дієго Рібон         | Джузеппе Лоренцо | батько Ліни          |

## Створення фільму

### Виробництво
Зйомки фільму проходили в Гамбурзі та Італії.

### Знімальна група
- Кінорежисер — Сандра Неттельбек
- Сценарист — Сандра Неттельбек
- Кінооператор — Міхаель Бертль
- Кіномонтаж — Мона Брауер
- Композитор — Стевен А. Рейх
- Художник-постановник — Томас Фройдентал
- Художник по костюмах — Беттіна Гелмі
- Підбір акторів — Беатріс Крюгер[4].

### Саундтреки
| Виконавець                                                  | Назва пісні                       | Композитор                                              |
| ----------------------------------------------------------- | --------------------------------- | ------------------------------------------------------- |
| Кіт Джарретт, Ян Ґарбарек, Палл Даніельсон, Йорн Крістенсен | «Country»                         | Кіт Джарретт                                            |
| Стівен Райх, М. Сегал, Й. Ганкель, М. Фонфара               | «Let's Do It In A-Flat»           | Стівен Райх                                             |
| Стівен Райх, М. Сегал, Й. Ганкель, М. Фонфара               | «How Deep Is The Blues»           | Стівен Райх                                             |
| Пітер Блегвад                                               | «Special Delivery»                | Пітер Блегвад                                           |
| Девід Дарлінг                                               | «Darkwood VII: New Morning»       | Девід Дарлінг                                           |
| Олександр Мальтер                                           | «Für Alina»                       | Арво Пярт                                               |
| Кіт Джарретт                                                | «Tokyo, Encore»                   | Кіт Джарретт                                            |
| Луї Пріма                                                   | «Angelina / Zooma Zooma (Medley)» | Аллан Робертс, Доріс Фішер / Паоло Чітарелла, Луї Пріма |
| Дін Мартін                                                  | «Volare»                          | Франко Мільяччі, Доменіко Модуньйо                      |
| Кіт Джарретт                                                | «Bregenz, Part I»                 | Кіт Джарретт                                            |
| Паоло Конте                                                 | «Via Con Me»                      | Паоло Конте                                             |
| Лучіо Далла                                                 | «Attenti Al Lupo»                 | Ron                                                     |
| Дін Мартін                                                  | «Relax-Ay-Voo»                    | Артур Шварц, Семмі Кан                                  |
| Кіт Джарретт, Гері Пікок, Джек Деджонетт                    | «Never Let Me Go»                 | Рей Еванс, Джей Лівінгстон                              |
| Кіт Джарретт, Гері Пікок, Джек Деджонетт                    | «U Dance»                         | Кіт Джарретт                                            |

## Сприйняття

### Критика
Фільм отримав позитивні відгуки. На сайті Rotten Tomatoes оцінка фільму становить 92 % на основі 85 відгуку від критиків (середня оцінка 7,2/10) і 89 % від глядачів із середньою оцінкою 4/5 (7,965 голоси). Фільму зарахований «стиглий помідор» від кінокритиків та «попкорн» від глядачів, Internet Movie Database — 7,3/10 (7 045 голоси), Metacritic — 72/100 (28 відгуків критиків).

### Номінації та нагороди
| Нагороди та номінації фільму «Непереборна Марта» | Нагороди та номінації фільму «Непереборна Марта» | Нагороди та номінації фільму «Непереборна Марта» | Нагороди та номінації фільму «Непереборна Марта» | Нагороди та номінації фільму «Непереборна Марта» | Нагороди та номінації фільму «Непереборна Марта» |
| Рік                                              | Кінофестиваль/кінопремія                         | Категорія/нагорода                               | Номінант                                         | Результат                                        |                                                  |
| ------------------------------------------------ | ------------------------------------------------ | ------------------------------------------------ | ------------------------------------------------ | ------------------------------------------------ | ------------------------------------------------ |
| 2001                                             | Міжнародний кінофестиваль у Чикаго               | Новий режисер                                    | Сандра Неттельбек                                | Номінація                                        |                                                  |
| 2002                                             | Créteil International Women's Film Festival      | Гран-прі                                         | Сандра Неттельбек                                | Перемога                                         |                                                  |
| 2002                                             | Європейський кіноприз                            | Найкращий актор                                  | Серджіо Кастелітто                               | Перемога                                         |                                                  |
| 2002                                             | Європейський кіноприз                            | Найкраща акторка                                 | Мартіна Гедек                                    | Номінація                                        |                                                  |
| 2002                                             | Фільм+                                           | Нагорода за монтаж                               | Мона Брауер                                      | Номінація                                        |                                                  |
| 2002                                             | Премія Німецької кіноакадемії                    | Найкраща жіноча роль                             | Мартіна Гедек                                    | Перемога                                         |                                                  |
| 2002                                             | Премія Німецької кіноакадемії                    | Найкращий художній фільм                         | «Непереборна Марта»                              | Номінація                                        |                                                  |
| 2002                                             | Фестиваль європейський фільмів у Лечче           | Спеціальна нагорода журі                         | Сандра Неттельбек                                | Перемога                                         |                                                  |
| 2002                                             | Фестиваль європейський фільмів у Лечче           | Спеціальна нагорода студентського журі           | Сандра Неттельбек                                | Перемога                                         |                                                  |
| 2002                                             | Міжнародний фестиваль у Монсі                    | Найкращий актор                                  | Серджіо Кастеллітто                              | Перемога                                         |                                                  |
| 2002                                             | Міжнародний фестиваль у Монсі                    | Найкраща акторка                                 | Мартіна Гедек                                    | Перемога                                         |                                                  |
| 2002                                             | Міжнародний фестиваль у Монсі                    | Найкращий сценарій                               | Сандра Неттельбек                                | Перемога                                         |                                                  |
| 2002                                             | Міжнародний фестиваль у Монсі                    | Головний приз                                    | Сандра Неттельбек                                | Перемога                                         |                                                  |
| 2002                                             | Нантакетський кінофестиваль                      | Найкращий сценарій художнього фільму             | Сандра Неттельбек                                | Перемога                                         |                                                  |
| 2002                                             | Кінонагорода Швеції                              | Найкраща акторка                                 | Сібулле Каноніка                                 | Номінація                                        |                                                  |
| 2003                                             | Нагорода асоціації кінокритиків Німеччини        | Найкраща акторка                                 | Мартіна Гедек                                    | Перемога                                         |                                                  |
| 2003                                             | Гойя                                             | Найкращий європейський фільм                     | Сандра Неттельбек                                | Номінація                                        |                                                  |
| 2003                                             | Міжнародний кінофестиваль «Мускат»               | Найкращий актор                                  | Серджіо Кастеллітто                              | Перемога                                         |                                                  |
| 2003                                             | Міжнародний кінофестиваль «Мускат»               | Срібний кинджал                                  | Сандра Неттельбек                                | Перемога                                         |                                                  |
| 2003                                             | Премія Святого Георгія                           | Найкраща чоловіча роль в іноземному фільмі       | Серджіо Кастеллітто                              | Перемога                                         |                                                  |
| 2003                                             | Асоціація кінокритиків Ванкувера                 | Найкращий фільм іноземною мовою                  | «Непереборна Марта»                              | Номінація                                        |                                                  |